# Nassau (villa)
Nassau es una villa ubicada en el condado de Rensselaer en el estado estadounidense de Nueva York. En el año 2000 tenía una población de 1,161 habitantes y una densidad poblacional de 658 personas por km².

## Geografía
Nassau se encuentra ubicada en las coordenadas 42°30′55″N 73°36′40″O / 42.51528, -73.61111.

## Demografía
Según la Oficina del Censo en 2000 los ingresos medios por hogar en la localidad eran de $40,789, y los ingresos medios por familia eran $49,500. Los hombres tenían unos ingresos medios de $37,986 frente a los $27,768 para las mujeres. La renta per cápita para la localidad era de $19,199. Alrededor del 7.3% de la población estaban por debajo del umbral de pobreza.